# Passage des Ménétriers
Passage des Ménétriers är en gata i Quartier Sainte-Avoye i Paris 3:e arrondissement. Passage des Ménétriers, som börjar vid Rue Beaubourg 23 och slutar vid Rue Brantôme i fastighetskvarteret Horloge, är uppkallad efter den numera försvunna kyrkan Saint-Julien-des-Ménétriers.

## Omgivningar
- Saint-Merri
- Centre national d'art et de culture Georges-Pompidou
- Fontaine Stravinsky
- Hôtel de ville de Paris
- Tour Saint-Jacques
- Impasse Beaubourg
- Passage du Maure
- Rue Bernard-de-Clairvaux
- Rue Brantôme

## Bilder
| - Gatuskylt. - Kyrkan Saint-Julien-des-Ménétriers. Målning av Hubert Clerget. - Saint-Merri. |

| - Hôtel de ville de Paris. - Tour Saint-Jacques. |

## Kommunikationer
- Tunnelbana – linje  – Rambuteau
- Busshållplats Centre Georges-Pompidou – Paris bussnät, linjerna 38 75 N12 N13 N14 N23

### Webbkällor
- ”Passage des Ménétriers”. Mairie de Paris. http://www.v2asp.paris.fr/commun/v2asp/v2/nomenclature_voies/Voieactu/6180.nom.htm. Läst 27 april 2021.
- ”Passage des Ménétriers”. Les rues de Paris. https://www.parisrues.com/rues03/paris-03-passage-des-menetriers.html. Läst 27 april 2021.